# Arisaema erubescens
Arisaema erubescens es una especie de planta del género Arisaema perteneciente a la familia de las aráceas. Es originaria de Nepal.

## Descripción
La especie tiene un tubérculo globoso de 2-7 centímetros de ancho. Tiene 3 catáfilos que son de color verde oscuro que llevan manchas blancas y que miden 55 centímetros de largo y tienen un ápice agudo. El pecíolo es de 2 centímetros de largo, mientras que su pedúnculo es de sólo 75 centímetros de largo con una parte libre de 9 centímetros. La espata de la planta es verde y tiene tubos cilíndricos de 6-7 centímetros por 1,5 centímetros. La extremidad de su garganta es de color verde oscuro , pero a veces puede ser púrpura el margen exterior y en el interior de color verde pálido. También es triangular a oval y es de 8-12 centímetros de largo y 4-8 centímetros (1.6 a 3.1 pulgadas) de ancho. 

## Usos
A. erubescens contiene el compuesto fenólico paeonol.

## Taxonomía
Arisaema erubescens fue descrita por (Wall.) Schott y publicado en Meletemata Botanica 1: 17. 1832.
Sinonimia
- Arisaema linearifolium J.T. Yin & Gusman
- Arum erubescens Wall.[3]